# 밀양구치소
밀양구치소는 대한민국의 구치소이다. 경상남도 밀양시 부북면 춘화로 124에 위치하고 있다.